# Taxe sur les boissons prémix
La taxe sur les boissons prémix, reprise à l'article 1613 bis du Code général des impôts, est une taxe affectée française au profit de la Caisse nationale de l'assurance maladie destinée à limiter la consommation de prémix (boissons issues du mélange d'une boisson alcoolisée et d'une boisson non alcoolisée).

## Historique
L'article 29 de la loi du 27 décembre 1996 a institué au profit de la Caisse nationale de l'assurance maladie une taxe sur les boissons dites « prémix ». L'instauration de cette taxe trouve son fondement dans la volonté du législateur de renforcer la charge fiscale pesant sur des produits destinés à un jeune public et permettant d'accéder, par un mélange préparé et préconditionné, à des alcools de base à fort degré alcoométrique ; il s’agit donc d'une taxe destinée à lutter contre l'alcoolisme des jeunes.

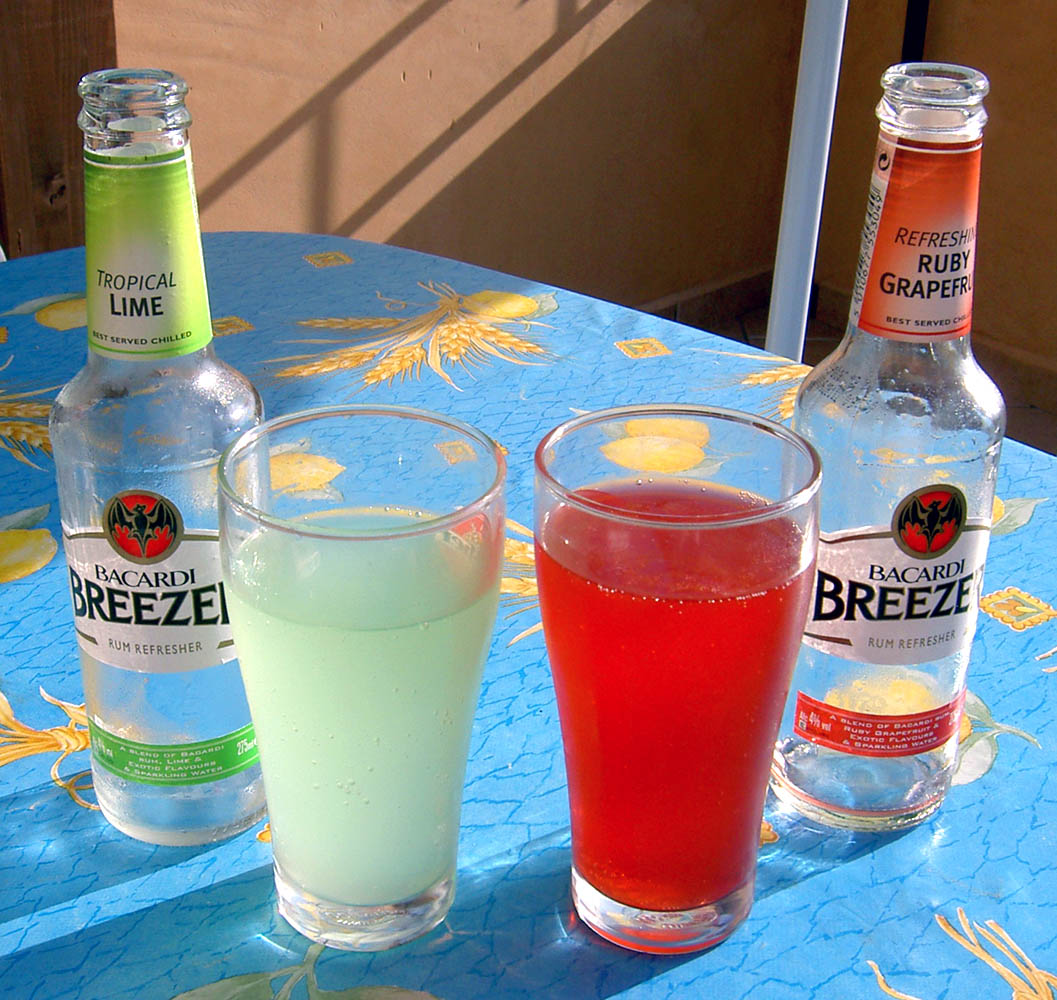
cocktail de rhum et de jus de fruits

Le 8 avril 2004, l'amendement du député UMP Yves Bur dans le cadre de la loi sur la santé publique est adopté à l'unanimité,. Cinq ans plus tard, le député déclare que la taxe « ne rapporte rien, zéro euro. La taxe que nous avons votée en 2004 a donc été efficace. Le marché a été tué ».
L'Inspection générale des finances liste la taxe sur les prémix dans les 192 taxes à faible rendement. Mais la mission rappelle que cette taxe pigouvienne a comme objectif de diminuer la consommation d'alcool.
L'amendement de la députée LREM Audrey Dufeu-Schubert, adopté dans le cadre du projet de loi de financement de la Sécurité sociale pour 2020, vise à taxer les prémix à base de vin.

## Caractéristiques

### Redevables
La taxe « prémix » frappe les boissons titrant entre 1,2 % et 12 % de volume d’alcool et présentant un taux de sucre résiduel supérieur à 35 grammes par litre, souvent résultant d’un mélange préalable de boissons ayant un titre alcoométrique n’excédant pas 1,2 % en volume et de boissons alcooliques. Il s'agit par conséquent :
- des boissons constituées par un mélange préalable (exemples : jus d’orange et vodka, vin rouge et jus d’orange, bière et limonade, whisky et cola, cidre et liqueur de cassis, bière et rhum) ;
- des bases alcooliques (issues de fermentation, de distillation ou obtenues par d’autres procédés), qui ne sont pas consommables en l’état mais qui le deviennent par l’adjonction de divers ingrédients, tels que des arômes, des édulcorants ou des colorants.

La taxe « prémix » est perçue au tarif de :
- 3 € par décilitre d'alcool pur pour les boissons définies à l'article 435 du code général des impôts (rosé pamplemousse, blanc pêche, rouge cola, etc.)
- 11 € par décilitre d'alcool pur pour les autres boissons.

Elle est due par les fabricants nationaux, les importateurs et les personnes qui procèdent à l'acquisition intracommunautaire des boissons concernées.

### Rendement
Le produit de la taxe est très faible : 1 million d'euros en 2016.